# Michał Rolnicki
Michał Rolnicki (ur. 19 maja 1981 w Warszawie) – polski aktor telewizyjny, filmowy i teatralny.

## Życiorys
W 2005 roku ukończył studia na Wydziale Aktorskim Państwowej Wyższej Szkoły Filmowej, Telewizyjnej i Teatralnej im. Leona Schillera w Łodzi. Obecnie współpracuje z Teatrem Śląskim im. Stanisława Wyspiańskiego w Katowicach. Miał siostrę Kingę Rolnicką (1983-2022).

## Filmografia

### Filmy kinowe
- 2004: Spam – jako Robert, narzeczony Moniki
- 2005: Oda do radości – jako Adam
- 2007: Jutro idziemy do kina – jako kolega Skowrońskiego
- 2007: Braciszek – jako nowicjusz
- 2008: Drzazgi – jako Mundek Wichrowski
- 2009: Miasto z morza – jako Niemiec
- 2009: Popiełuszko. Wolność jest w nas – jako Hubert, student medycyny
- 2010: Non sono pronto
- 2010: Ewa – jako narzeczony Basi
- 2010: Kret – jako Wojtek, kolega Pawła
- 2011: Sala samobójców – jako koleś w knajpie
- 2013: W ukryciu – jako kelner
- 2013: Biegnij, chłopcze, biegnij – jako lekarz
- 2014: Zbliżenia – jako ojciec Marty w młodości
- 2015: Drzewo i ja – jako Adam
- 2016: 7 rzeczy, których nie wiecie o facetach – jako Piotr

### Seriale TV
- 1999–2006: Klan – 2 role: jako Stasiek, kolega Czesi; Marek Wójcik
- 2004: Bulionerzy – jako Grzegorz, ochroniarz Barańskiej (odc. 18)
- 2004: Pensjonat pod Różą – jako Arek Kopaszewski „Młody” (odc. 25)
- 2006–2007: Dwie strony medalu – jako Marek Korytkowski
- 2006: Oficerowie – jako Staszek, pracownik „statystyki” w szpitalu (odc. 5)
- 2007: Mamuśki – jako Mirek Czajka
- 2008: Plebania – jako Kostek
- 2008: Pitbull – jako policjant (odc.24) (nie występuje w napisach)[2]
- 2009: Miasto z morza – jako Niemiec (odc. 3)
- 2009, 2012: Czas honoru – jako żołnierz niemiecki (II seria); aktor grający Albina (V seria)
- 2009: Naznaczony – jako zakapturzony chłopak (odc. 11)
- 2009: Ojciec Mateusz – jako porywacz Marek (odc. 14)
- 2009: 39 i pół – jako aspirant (odc. 19)
- 2009-2010: Samo życie – jako Artur Gromadowski
- 2009: Synowie, Synowie, czyli po moim trupie! – jako piłkarz Darek Oreł
- 2009: Teraz albo nigdy! – jako Jan Wiernik (odc. 27, 29 i 32)
- 2009–2013: Popiełuszko. Wolność jest w nas – jako Hubert, student medycyny
- 2010: Majka – jako dziennikarz Tomasz Brosz
- 2010: 1920. Wojna i miłość – jako żołnierz agitator (odc. 3)
- 2010:  Chichot losu – jako Darek
- 2010: Hotel 52 – jako swingers Karol (odc. 17)
- 2010: Duch w dom – jako właściciel samochodu (odc. 7)
- 2011: Prosto w serce – jako adwokat Robert Miller
- 2011: Daleko od noszy – jako Bogdan Wigoń (odc. 194 i 210)
- 2012–2013: Przyjaciółki – jako Rafał
- od 2014: Barwy szczęścia – jako Łukasz Sadowski
- 2014: Komisarz Alex – jako Kamil Adach (odc. 71)
- 2014: Na dobre i na złe – jako mąż Laury (odc. 554)
- 2014: M jak miłość – jako Rafał Wiśniewski (odc. 1048)
- 2015: Prawo Agaty – jako Marek (odc. 82)
- 2016: Ojciec Mateusz – jako Arkadiusz Gralak (odc. 189)
- 2018: W rytmie serca – jako manager hotelu w Kazimierzu Dolnym (odc. 19)

### Dubbing
- 2010: Harry Potter i Insygnia Śmierci: Część I
- 2011: Generator Rex – jako Noa

## Role teatralne
- „Wątpliwość” jako ksiądz Flynn (Teatr im. Jana Kochanowskiego w Opolu)
- „Howie the Rookie” jako Rookie Lee (Teatr Mały w Łodzi)
- „Romeo i Julia” jako Romeo (Teatr Śląski im. Stanisława Wyspiańskiego)
- „Czaszka z Connemary” jako Mairtin Hanlon (Teatr Śląski im. Stanisława Wyspiańskiego)
- „Manekin czyli kochanek Hitlera” jako Edgar von Rossa (Teatr Śląski im. Stanisława Wyspiańskiego)
- „Pod lodem” (Teatr Śląski im. Stanisława Wyspiańskiego)
- „Trzy po trzy” (Teatr Śląski im. Stanisława Wyspiańskiego w Katowicach)
- „Szalone nożyczki” (Teatr Bagatela w Krakowie)
- „Noc Walpurgii” (Teatr Bagatela w Krakowie)
- „Hedda Gabler” (Teatr Bagatela w Krakowie)
- „Iwona księżniczka Burgunda” jako książę Filip (Teatr Śląski im. Stanisława Wyspiańskiego)
- „Wszystko dobre, co się dobrze kończy” jako Bertram (Teatr Śląski im. Stanisława Wyspiańskiego)
- „Moja ABBA” (Teatr Śląski im. Stanisława Wyspiańskiego)
- „Ostatnie tango w Paryżu” (Teatr Śląski im. Stanisława Wyspiańskiego)
- „Porwanie Sabinek”[3] (Teatr Kamienica w Warszawie, Paul i Franz Shonthan, przekład: Julian Tuwim, reż. Emilian Kamiński, premiera 8 czerwca 2013)
- „Psubracia” (Teatr Śląski im. Stanisława Wyspiańskiego)
- „Odys i świnie, czyli opowieść mitomana” jako Telemach (Teatr Śląski im. Stanisława Wyspiańskiego)

## Nagrody
- 2005 – Łódź – XXIII Festiwal Szkół Teatralnych – nagroda zespołowa za przedstawienie „Łoże” Sergia Belbela w PWSFTviT w Łodzi